# Brescia Calcio
Brescia Calcio a fost un club de fotbal din Brescia, Italia, care evoluează în Serie B.

## Istorie
Echipa a fost fondată în 1911 ca Brescia Fotbal Club, intrând în divizia Terza Categoria în același an. În 1913 a promovat în prima divizie, și din 1929 a jucat în Serie A în șase din cele șapte sezoane care au urmat. Brescia a jucat în primele două divizii, succesiv, până în 1982, când a retrogradat în Serie C1. A promovat din nou în Serie B în 1985. Brescia nu a jucat decât patru sezoane în afara primelor două divizii din Lega Calcio. Numai unsprezece cluburi din Italia au o performanță mai bună. 
Brescia Calcio a câștigat Cupa Anglo-Italiană în 1994, cea mai mare performanță din istoria echipei până atunci. În sezonul de Serie A 2000/2001, ajutată de fotbalistul Roberto Baggio a ajuns pe locul 7, cea mai bună clasare a clubului, calificându-se în Cupa UEFA Intertoto. Brescia a ajuns în finala acestei cupe, dar a pierdut-o în dubla manșă cu Paris Saint-Germain din cauza regulii golului din deplasare. Baggio a stat patru ani la Brescia înainte de a se retrage în 2004, echipa fiind cunoscută cu numele de "Brescia lui Baggio". În următorul sezon după retragerea lui Baggio (sezonul 2004/2005), echipa a retrogradat din Serie A de pe locul 19. 
Fostul Căpitan al Spanieiși  FC Barcelona Josep Guardiola, celebrul român Gheorghe Hagi, atacantul Italiei Luca Toni, și Andrea Pirlo (născut în Brescia) au jucat la Brescia Calcio.

## Titluri
- Serie B: 1964/65,1991/1992,1996/97
- Serie C1: 1984/85
- Serie C: 1938/39
- Cupa Anglo-Italiană: 1993–94

## Lotul actual
La 2 septembrie 2019.
| Nr. |           | Poziție | Jucător                       |
| --- | --------- | ------- | ----------------------------- |
| 1   | Finlanda  | P       | Jesse Joronen                 |
| 2   | Italia    | F       | Stefano Sabelli               |
| 3   | Cehia     | F       | Aleš Matějů                   |
| 4   | Italia    | M       | Sandro Tonali                 |
| 5   | Italia    | F       | Daniele Gastaldello (Căpitan) |
| 6   | Albania   | M       | Emanuele Ndoj                 |
| 7   | Slovacia  | M       | Nikolas Špalek                |
| 8   | Cehia     | M       | Jaromír Zmrhal                |
| 9   | Italia    | A       | Alfredo Donnarumma            |
| 11  | Italia    | A       | Ernesto Torregrossa           |
| 12  | Italia    | P       | Lorenzo Andrenacci            |
| 14  | Venezuela | F       | Jhon Chancellor               |
| 15  | Italia    | F       | Andrea Cistana                |
| 16  | Brazilia  | F       | Felipe Curcio                 |

| Nr. |        | Poziție | Jucător                                         |
| --- | ------ | ------- | ----------------------------------------------- |
| 18  | Franța | A       | Florian Ayé                                     |
| 19  | Italia | M       | Massimiliano Mangraviti                         |
| 20  | Italia | F       | Giangiacomo Magnani (împrumutat de la Sassuolo) |
| 21  | Italia | A       | Alessandro Matri (împrumutat de la Sassuolo)    |
| 22  | Italia | P       | Enrico Alfonso                                  |
| 23  | Italia | M       | Leonardo Morosini                               |
| 24  | Italia | M       | Mattia Viviani                                  |
| 25  | Italia | M       | Dimitri Bisoli                                  |
| 26  | Italia | F       | Bruno Martella                                  |
| 27  | Italia | M       | Daniele Dessena                                 |
| 28  | Italia | M       | Rômulo (împrumutat de la Genoa)                 |
| 29  | Italia | F       | Alessandro Semprini                             |
| 32  | Italia | M       | Luca Tremolada                                  |
| 45  | Italia | A       | Mario Balotelli                                 |

### Staff-ul tehnic
- Antrenor principal: Giuseppe Iachini
- Antrenor asistent: Giuseppe Carrillo
- Antrenorul cu portarii: Giacomo Violini
- Doctorul echipei: Fabio De Nard
- Maseur: Enzo Verzeletti

## Numere retrase
10 –  Roberto Baggio, atacant, 2000–2004
13 –  Vittorio Mero, fundaș, 1998–2001, 2002
10 - https://www.flaticon.com/free-icon/romania_197587 Gheorghe Hagi, atacant, 1992-1994